# Freyella insignis
Freyella insignis är en sjöstjärneart som beskrevs av Ludwig 1905. Freyella insignis ingår i släktet Freyella och familjen Freyellidae. Inga underarter finns listade i Catalogue of Life.